# Montclar (Aude)
Montclar és un municipi francès de la regió d'Occitània, al departament de l'Aude. El 2021 tenia 173 habitants.